# Streubesitz
Unter Streubesitz (englisch public float oder free float) versteht man bei Aktiengesellschaften die Summe der Aktien, die dem Börsenhandel zur Verfügung stehen.

## Allgemeines
Im Idealfall werden 100 % der Aktien einer Aktiengesellschaft an der Börse gehandelt. Liegt der Anteil der börsengehandelten Aktien unter 100 %, so befindet sich der nicht börsengehandelte Teil als „Aktienpaket“ im Besitz von Großaktionären. In den USA gehört der überwiegende Teil der Aktien zum Streubesitz, während in Deutschland zwischen 1988 und 2000 der Anteil der mehrheitlich (>50 %) in Streubesitz befindlichen Unternehmen an den 100 größten deutschen Aktiengesellschaften tendenziell eher abgenommen hat. Häufig befinden sich dementsprechend national wie international größere Aktienpakete einer Aktiengesellschaft im Besitz einzelner Großaktionäre und stehen dem Börsenhandel nicht zur Verfügung. Das für den Börsenhandel hierbei übrig bleibende Residualvolumen wird dann Streubesitz genannt. Er ist der prozentuale Wert des an der Börse gehandelten Aktienanteils am Grundkapital.
Aktiengesellschaften im Streubesitz weisen die folgenden Charakteristika auf:
- Ziel der kontinuierlichen Steigerung des Shareholder Value,
- Verschiebung der Machtbeziehungen auf die Manager,
- Umverteilung der Gewinne an Shareholder und Management.

Gesellschaften mit hohem Streubesitz besitzen meist keine langfristig orientierten Aktionäre, sondern Teilhaber, die im Zweifel ein sehr kurzfristiges Interesse am Unternehmen haben können (Gewinnmitnahme). Großaktionäre verfolgen hingegen meist strategische und langfristige Ziele mit ihrer Beteiligung.
Aktien mit einem Lock up von mindestens 6 Monaten gehören nicht zum Streubesitz; Lock up ist eine Vereinbarung mit einem Aktionär, dass er die Aktien über einen bestimmten Zeitraum nicht verkaufen darf. Der Streubesitz kann im Hinblick auf das Stimmrecht bei Hauptversammlungen zur Atomisierung bei der Abstimmung führen, während große Aktienmehrheiten durch Aktienpakete wichtige Entscheidungen durch einheitliches Abstimmungsverhalten beeinflussen und Aufsichtsratsvertreter entsenden können.

## Gesetzliche Bestimmungen
Es gibt unterschiedliche Auffassungen zum Streubesitz, die meist durch die jeweiligen Börsengesetze bestimmt werden. So entscheidet in den Vereinigten Staaten das wöchentliche Handelsvolumen über die Meldepflicht gemäß Artikel 144 des Securities Act von 1933. Daher werden von vielen Depotbanken die so gemeldeten Transaktionen, die oft weniger als 3 % von der Gesamtzahl der Aktien ausmachen, nicht mehr zum Streubesitz gerechnet, so dass es zu abweichenden Angaben gegenüber der Deutschen Börse kommt.

## Streubesitz und Börsenkurs
Ökonomen haben den Zusammenhang zwischen Streubesitz und Börsenkurs untersucht. Je größer der Streubesitz für eine bestimmte Aktie ausfällt, desto „breiter“ ist der Markt, je geringer der Streubesitz ist, umso größer ist die Marktenge. Die Handelbarkeit (Liquidität) einer Aktie nimmt bei steigendem Streubesitz zu. Bei umfangreichem Streubesitz lässt sich vermuten, dass es bei konsonanter Berichterstattung zu einem Herdentrieb unkundiger Aktionäre kommt. Unternehmen mit nur geringem Streubesitz dürften weniger anfällig für Trends sein, die Analysten oder Medienberichte angestoßen oder verstärkt haben. Allerdings kann ein geringer Streubesitz zur Folge haben, dass kursrelevante Informationen eine deutlich größere Auswirkung auf den Aktienkurs haben. Die Volatilität einer Aktie steigt, wenn ihre Streubesitzquote klein ist, weil bereits wenige Transaktionen verhältnismäßig große Auswirkungen auf den Preis an der Börse haben können. Umgekehrt ist bei Nebenwerten mit hohem Streubesitz eine höhere Kursanfälligkeit denkbar.
Die Deutsche Börse AG hat im Juni 2002 ihre Indexberechnung auf eine Streubesitz-Gewichtung umgestellt. Die Ermittlung des Streubesitzanteils (Freefloat) für die Gewichtung der jeweiligen Aktiengattung eines Unternehmens in den Indizes beruht dabei auf einer Streubesitz-Definition, wonach alle Anteile eines Anteilseigners, die kumuliert mindestens 5 % des auf eine Aktiengattung entfallenden Grundkapitals einer Gesellschaft ausmachen, als Festbesitz gelten. Als Anteile eines Anteilseigners gelten auch Anteile, die dem Anteilseigner eng verbundene Personen im Sinne der Marktmissbrauchsverordnung besitzen. Dadurch werden die Werte in den Aktienindizes nach Börsenumsatz und Marktkapitalisierung auf der Basis des Streubesitzes gewichtet (Freefloat-Marktkapitalisierung). Ein qualitatives Merkmal für Aktien der Auswahlindizes der Deutschen Börse AG ist deshalb neben dem fortlaufenden Handel im Xetra-Handelssystem der Frankfurter Wertpapierbörse auch der Mindest-Freefloat in Höhe von 5 %. Im Mai 2016 legte die Deutsche Börse eine differenzierte Definition zum Begriff vor, wonach eine Aktie aus dem Aktienindex genommen wird, wenn ihr Streubesitzanteil unter 10 % fällt.